# Howie Pyro
Howie Pyro, pseudonimo di Howard Kusten (New York, 28 giugno 1960 – Los Angeles, 4 maggio 2022), è stato un bassista, chitarrista e musicista statunitense.

## Biografia
Di famiglia ebraica, fu il membro fondatore dei gruppi The Blessed, Freaks, D Generation, PCP Highway e suonò il basso nei Danzig.
Amico di Sid Vicious, fu una delle ultime persone a vederlo vivo prima della tragica fine.
Pyro è morto nel 2022 per complicazioni da Covid-19, aggiuntosi a una malattia del fegato.

## Discografia

### Coi The Blessed
- "Deep Frenzy" / "American Bandstand" (1979)

### Coi Freaks
- Pippi Skelter: A Rock Opera in Five Movements (1988)
- Potter's Field - EP - (1988)
- In Sensurround (1989)
- "Freakout Song" - Single - (1990)

### Coi D Generation
- "No Way Out" - Single - (1993)
  - Re-released in 1994 and 1996.
- "Wasted Years" - Single - (1993)
- "No God" / "Degenerated" - Single - (1994)
- D Generation - (1994)
- No Lunch - (1996)
- "She Stands There" - Single - (1996)
- "Capital Offender" - Single - (1997)
- "Prohibition" - EP - (1998)
- "Helpless" - Single - (1998)
  - Re-released in 1999.
- Through The Darkness - (1999)
- Nothing Is Anywhere - (2016)

### Coi Danzig
- Live on the Black Hand Side - (2001)
- I Luciferi - (2002)

### Collaborazioni
- Christmas Spirit... In My House (2002), con Joey Ramone
- Electric Newspaper: Issue Four (1997) con  Genesis P. Orridge / Splinter Test